# Paraiulus phlobius
Paraiulus phlobius är en mångfotingart som beskrevs av Chamberlin 1942. Paraiulus phlobius ingår i släktet Paraiulus och familjen Parajulidae. Inga underarter finns listade i Catalogue of Life.